# Simona Ventura
Pour les articles homonymes, voir Ventura.
Simona Ventura (née  à Bentivoglio le 1er avril 1965 ) est une présentatrice de télévision, animatrice et actrice italienne.

## Biographie
Sœur de la présentatrice Sara Ventura. Simona Ventura débute à la télévision sur Rai Uno dans Domani Sposi avec Giancarlo Magalli. Son amour pour le sport la conduit au reportage sportif, pour Telemontecarlo où elle est correspondante pendant la Coupe du monde de football 1990, l'Euro de l'UEFA 1992 et les Jeux olympiques d'été de 1992 . 
A la RAI, Simona Ventura anime avec Pippo Baudo l'émission du dimanche après-midi Domenica In (1991) puis, en 1992, l'émission sportive Domenica Sportiva.
La carrière de Simona Ventura se poursuit pendant huit ans sur les chaînes Mediaset  avec des émissions de variétés comme Mai dire gol, Cuori e Denari, Boom, Scherzi a parte, Festivalbar, Le Iene, Matricole, Gli indelebili '99, 'Cari amici miei, Zelig - Noi facciamo cabaret et Piccole Canaglie.
En 1996, elle présente la section des chanteurs débutants du Festival de Sanremo pour la RAI .
En 2001, elle retourne à Rai pour présenter la  septième édition de la « Quelli che il calcio » show du dimanche après - midi. En 2002, Pippo Baudo la choisit pour le Dopofestival, une émission de variétés sur le Festival de Sanremo ). Par la suite elle présente une émission télévisée de fin de soirée avec Gene Gnocchi intitulée La grande notte del lunedì sera et la version italienne de Celebrity Survivor et depuis 2003 L'Isola Dei Famosi. En 2004, elle est présentatrice du Festival de musique de San Remo. En 2005 et 2006, elle présente Music farm, sur Rai 2 .
Simona Ventura dirige l'émission de téléréalité L'isola dei famosi pendant huit éditions et juge dans les saisons 1, 2, 5, 6 et 7 du X-Factor italien, remportant la cinquième avec Francesca Michielin[pas clair].
Après dix ans passés à travailler à la RAI, Simona Ventura signe un contrat de deux ans avec la plate-forme satellite Sky.
Début 2016, elle revient sur Mediaset tant que candidate de la saison XI de l'émission de téléréalité L'isola dei famosi animée par Alessia Marcuzzi sur Canale 5 et remportée par Giacobbe Fragomeni.

## Émissions télévisées
- Domani sposi ( Rai 1, 1988)
- Domenica In (Rai 1, 1991-1992)
- Pavarotti International (Rai 1, 1991)
- Dominique Sportiva ( Rai 1, 1992)
- Mai dire gol ( Italie 1, 1994-1997)
- Cuori e denier ( Canal 5, 1995)
- Scherzi a parte (Italie 1,1995; Canale 5,1999)
- Boum (Canal 5, 1998)
- Festivalbar 1997 (Italie 1, 1997)
- Gli indelebili '99 (Italie 1, 1999)
- Matricole (Italie 1, 1997-2000)
- Le Iene (Italie 1, 1997-2001)
- Comici (Italie 1, 2000)
- Cari amici miei (Italie 1, 2000)
- Zelig - Cabaret Facciamo (1er d'Italie 2000-2001)
- Piccole Canaglie (Italie 1, 2001)
- Quelli che... il calcio (Rai 2, 2001-2011)
- Dopofestival (Rai 1, 2002)
- La grande notte del lunedì sera (Rai 2, 2002)
- L'isola dei famosi (Rai 2, 2003-2011)
- Festival de San Remo (Rai 1, 2004)
- MTV Europe Music Awards ( MTV, 2004)
- Le tre scimmiette (Rai 1, 2005)
- Ferme musicale (Rai 2, 2005-2006)
- Fête des enfants au Palais ( BBC One, 2006)
- Colpo di genio (Rai 1, 2007)
- Facteur X ( Rai 2, 2008-2009; Sky Uno, 2011-2013)
- Simona va à Hollywood (Sky Uno, 2012)
- Soirée de la mode aux Oscars (Sky Uno, 2012)
- Simona va à Hollywood – Le lendemain (Sky Uno, 2012)
- MTV Europe Music Awards ( MTV, 2015)

## Filmographie
- 1988 : Una notte, un sogno de Massimo Manuelli

## Vie privée
Ventura a été mariée au footballeur italien Stefano Bettarini entre 1998 et 2004 ; ils ont deux enfants.
En 2023, elle épouse le journaliste et animateur de télévision Giovanni Terzi lors d’une cérémonie célébrée par le président de la région Émilie-Romagne, Stefano Bonaccini.